# مامیتو
مامیتو (تلفظ دیگر نامش: مامِتوم) یکی از خدایان میان‌رودان است.
در اسطوره‌ها او را خدای سرنوشت می‌دانند، او زندگی و مرگ آدمی را تقدیر می‌کند و روزهای زندگی را برمی‌شمرد.